# Vito Genovese
Vito Genovese, detto anche don Vitone (Tufino, 27 novembre 1897 – Springfield, 14 febbraio 1969), è stato un mafioso italiano con cittadinanza statunitense, capo dell'omonima famiglia.
Genovese è stato un collaboratore del capo Lucky Luciano, prese parte alla cosiddetta guerra castellammarese e aiutò a far crescere la potenza della Mafia a New York. Dopo la morte di Luciano, Genovese divenne il capo del clan, che prese il suo nome.
Conosciuto come il capo dei capi, Genovese è ritenuto il responsabile dell'estensione del traffico di eroina su scala internazionale. È considerato il mentore del capo Vincent Gigante.

## Biografia

### Infanzia
Vito Genovese nacque a Risigliano, una frazione del comune nolano di Tufino, nell'odierna Città metropolitana di Napoli, il 27 novembre del 1897. Emigrò negli Stati Uniti d'America al seguito della famiglia nel 1912, con la quale si stabilì a New York, dapprima nel Queens e poi a Little Italy, un quartiere di Manhattan; fu qui che si unì alle bande di cumparielli napoletani che imponevano con la violenza il pagamento della protezione e gestivano le lotterie illegali all'interno della comunità italiana. Nel 1917, Genovese venne arrestato per possesso illegale di arma da fuoco e condannato a due mesi di carcere.

### Alleanza con Luciano
Durante il Proibizionismo, Genovese si unì alla banda del gangster Lucky Luciano, con cui venne coinvolto nello sfruttamento della prostituzione e nel contrabbando di alcolici e stupefacenti; Luciano era anche associato al mafioso siciliano Giuseppe "Joe" Masseria: nel 1930, come sicario, Genovese uccise il capo Gaetano Reina su ordine di Luciano, al quale l'omicidio era stato appunto commissionato dallo stesso Masseria. Nel 1931, Luciano organizzò l'assassinio di Masseria per porre fine alla cosiddetta guerra castellammarese: Genovese faceva parte della squadra di assassini che freddò il malavitoso siciliano mentre questi era a pranzo al ristorante Scarpato's a Coney Island.

### La guerra Castellammarese
Dopo l'assassinio di Masseria, Luciano strinse la pace con Salvatore Maranzano, capo della fazione opposta, che si fece dunque nominare capo dei capi. Maranzano però considerava pericoloso Luciano, per via dei suoi stretti legami con gangster non siciliani, specialmente con Genovese, che era spregiativamente detto "il napoletano" dai mafiosi siciliani; infatti Maranzano assunse il sicario Vincent "Mad Dog" Coll per eliminare Luciano e Genovese. Il 10 settembre 1931, Maranzano convocò Luciano e Genovese nel suo ufficio a Park Avenue ma, al loro posto, si presentarono quattro sicari ebrei travestiti da agenti del Fisco, assoldati dal gangster Meyer Lansky (sodale di Luciano), i quali lo pugnalarono e lo finirono a colpi di pistola.

### L'omicidio Boccia e l'esilio in Italia
Dopo l'uccisione di Maranzano, Luciano si creò una sua "Famiglia", che sostituì quella di Joe Masseria, in cui Genovese fu nominato vicecapo mentre Frank Costello, l'altro luogotenente di Luciano, fu nominato "consigliere". Nel 1936, Luciano venne arrestato per sfruttamento della prostituzione e condannato dai trenta ai cinquant'anni di carcere: Genovese divenne così il nuovo capo effettivo della Famiglia e supervisore degli interessi di Luciano. Ma nel 1937, Genovese venne accusato di aver ordinato l'omicidio del gangster Ferdinando "Fred" Boccia, che era stato assassinato perché aveva preteso per sé una grossa somma che lui e Genovese, barando al gioco, avevano sottratto ad un commerciante; per evitare il processo, Genovese fuggì in Italia, dove si stabilì a Nola. Nel giro di poco tempo giunse a legarsi ad alcuni gerarchi fascisti, tanto da finanziare anche la costruzione di una Casa del Fascio a Nola. Si presume, inoltre, che fosse lui a rifornire abitualmente di cocaina il gerarca Galeazzo Ciano, genero di Mussolini.

### Il ritorno a New York
Nel 1943, Genovese venne scelto come aiutante ed interprete dal colonnello americano Charles Poletti, capo degli affari civili del governo militare alleato di stanza nella Napoli liberata dai nazisti; fu in questo periodo che Genovese prosperò con il mercato nero di generi alimentari, grazie anche all'appoggio e alla corruzione delle autorità militari statunitensi. Tuttavia, nel 1945, la polizia militare alleata arrestò Genovese per contrabbando e lo estradò negli Stati Uniti, poiché ancora ricercato per l'omicidio del gangster Boccia; però, nello stesso periodo, Peter La Tempa, un testimone che aveva accusato Genovese dell'omicidio, venne avvelenato mentre si trovava in custodia protettiva e, per questo, le accuse decaddero: Genovese tornò in libertà l'11 giugno 1946.

### La ricerca del potere
Dopo la scarcerazione, Genovese decise di ristabilire il suo dominio in seno alla Famiglia a svantaggio di Frank Costello, che era diventato capo effettivo dopo che Luciano era stato espulso dagli Stati Uniti. Per queste ragioni, nel 1951 Genovese istigò la Commissione di Cosa nostra ad ordinare l'assassinio di Willie Moretti, il vicecapo di Costello, del quale si diceva stesse parlando troppo dinanzi alla commissione d'inchiesta del senatore Estes Kefauver, in violazione quindi del codice mafioso dell'omertà. Fu in questo periodo che Genovese si associò a Carlo Gambino, capodecina della Famiglia del capo Albert Anastasia: il loro scopo era quello di eliminare Costello e Anastasia per rilevarne le rispettive Famiglie.

### Riunione di Apalachin e la prigione
Poco dopo il rilascio di Costello dal carcere nel 1957, Genovese inviò il suo "soldato" Vincent Gigante ad ucciderlo: il 2 maggio 1957, Gigante sparò a Costello, che però rimase ferito di striscio alla testa e si salvò, in ragione di cui decise di ritirarsi e lasciare il posto a Genovese. Pochi mesi dopo, Genovese e Gambino ordinarono l'omicidio di Anastasia ed organizzarono poi una riunione con tutte le grandi Famiglie del Paese ad Apalachin, nello Stato di New York, per discutere sulla successione di Genovese al comando della Famiglia di Costello e di Gambino in quella di Anastasia, ma la riunione fu scoperta dalla polizia locale, che fermò parte dei partecipanti, compreso Genovese, il quale però venne rilasciato perché non vi era alcuna prova per trattenerlo.
Genovese, ottenuto il comando della Famiglia, scelse Gerardo "Jerry" Catena come vicecapo e Michele Miranda come consigliere. Nel 1958, però, Genovese venne arrestato per traffico di stupefacenti e il testimone principale dell'accusa era Nelson Cantellops, uno spacciatore portoricano che sosteneva di averlo incontrato per trattare l'acquisto di una partita di eroina; per questo motivo, Genovese fu condannato a quindici anni di carcere e trasferito nel penitenziario di Atlanta. Anche dalla prigione, Genovese continuò a gestire la sua Famiglia attraverso Catena e Miranda.

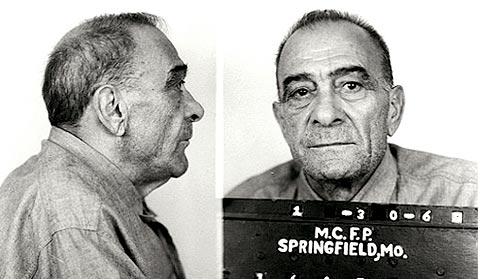
Genovese prigioniero a Springfield, dove morì d'infarto.

Nel 1962 Genovese ordinò dal carcere che il suo capodecina Anthony Strollo fosse fatto sparire e ucciso, poiché sospettava che la propria detenzione fosse scaturita da un complotto ordito da quest'ultimo. Nello stesso periodo, Joe Valachi, un mafioso dei Genovese col rango di soldato, finì pure lui nel penitenziario di Atlanta per traffico di stupefacenti, dove venne accusato dai suoi compagni di essere un informatore della polizia; Valachi, dopo essere sopravvissuto a tre attentati in prigione, uccise un detenuto che credeva fosse stato mandato da Genovese ad ucciderlo. Condannato all'ergastolo per questo omicidio, Valachi decise di collaborare con la giustizia, testimoniando contro Genovese e l'intera organizzazione dinanzi a una commissione d'inchiesta e diventando così il primo mafioso italoamericano a collaborare con la giustizia.

### La morte
Vito Genovese morì nel carcere di Springfield, nel Missouri, il 14 febbraio del 1969, all'età di 72 anni, per un attacco di cuore.